# LightScribe

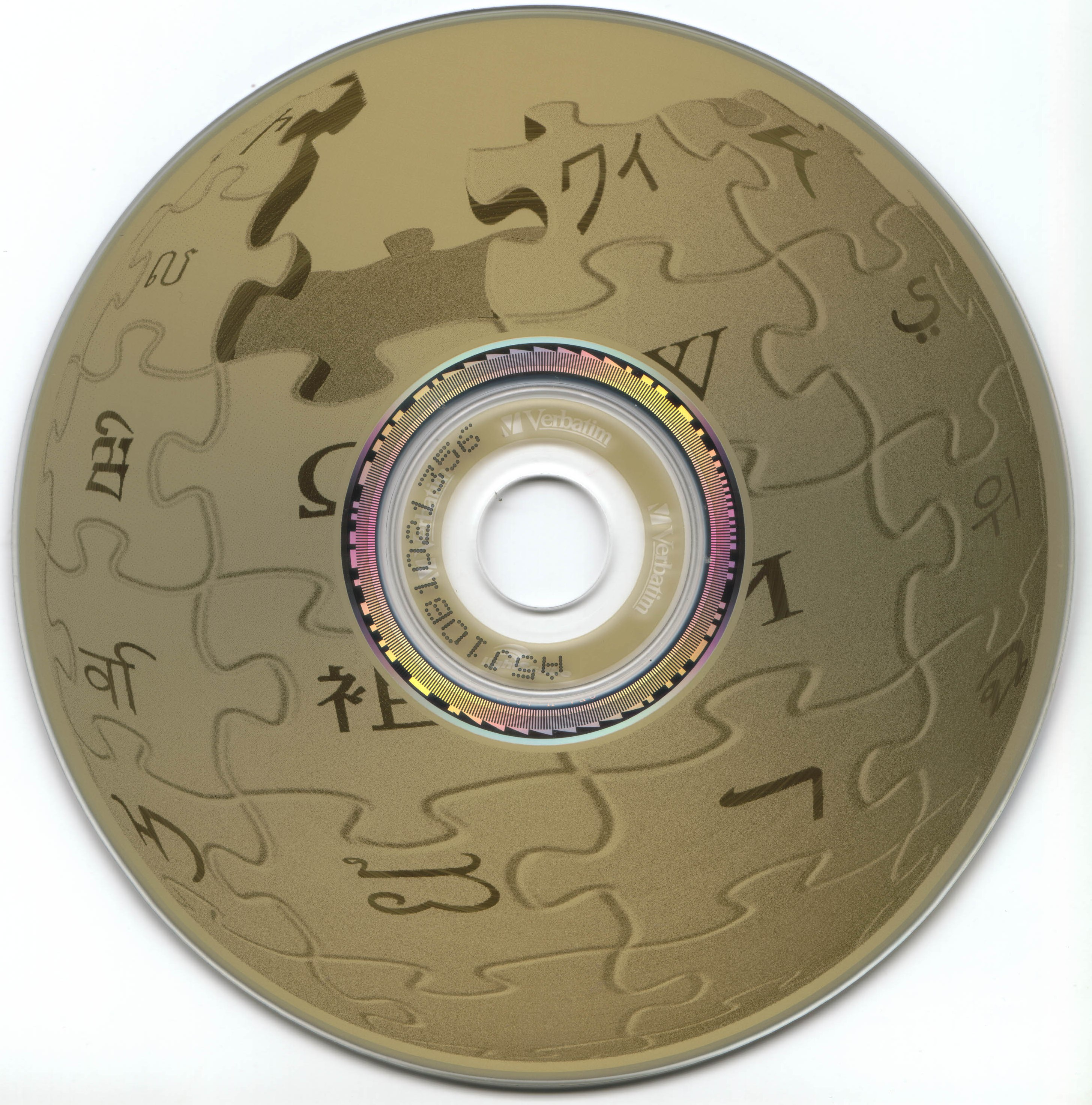
Wikipedialogo met LightScribe techniek

LightScribe is een optische schrijftechniek die gebruikmaakt van speciaal gecoate, cd's en dvd's om lasergeëtste labels te maken. Het is een technologie uitgevonden door Hewlett-Packard, maar verschillende hardware producenten hebben al licenties verworven om deze technologie ook te gebruiken. Het kwam voor het eerst beschikbaar in 2004 voor pc cd/dvd-schrijvers en HP set-top dvd-recorders.
Vanaf 2013 hebben diverse bedrijven de LightScribe-technologie uitgefaseerd. Alleen LG produceert nog branders.

## Werking
Het oppervlak van een LightScribe schijf is bedekt met een reactief laagje dat van kleur verandert wanneer het licht absorbeert van een 780nm infrarood laser. De labels blijven ten minste twee jaar goed in normale belichtingsomstandigheden. Aangeraden wordt om optische media buiten bereik van zonlicht te houden zodat het label veel langer stand houdt. Via een unieke code op de schijf weet de brander precies waar de schijf is gepositioneerd, zodat meerdere afbeeldingen op een enkele schijf gebrand kunnen worden.
LightScribe is monochroom en laat een grijze afbeelding achter op een goudkleurig oppervlak. Vanaf eind 2006 zijn er oppervlakten in meerdere kleuren te krijgen, de afbeeldingen zijn hierbij nog steeds grijs.

## Fabrikanten
De lijst met fabrikanten met LightScribe-compatibele stations en LightScribe media groeide snel, en bestond uit  HP, Samsung, Philips en LG. Naast deze firma's verkochten andere fabrikanten, zoals BenQ en LaCie, LightScribe dvd/cd-stations, vervaardigd door andere fabrikanten waaronder Asus, onder hun naam.
Softwarefabrikanten ondersteunen LightScribe ook al een tijdje, zoals het computerprogramma Nero Burning ROM, die dit ondersteunt vanaf versie 6.6.0.8.
LightScribe media zijn doorgaans duurder dan gewone media, hoewel de prijs, zoals bij alle nieuwe computertechnologieën, nog steeds aan het dalen is door een stijgend gebruik en concurrerende technologieën.